# Ilrique Périn
Pour les articles homonymes, voir Périn.
Ilrique Périn, dit Foukifoura, est un comédien et cinéaste haïtien. Il dirige le Centre culturel Felix Maurisso Leroy à Grand-Gosier, d'où il est natif. 

## Biographie
Ilrique Périn, fils adoptif de Jacmel a tiré son nom d’artiste « Foukifoura » après avoir interprété en 2007 la pièce de théâtre du même nom de Frankétienne. Il a l'habitude de se produire dans des clubs et ateliers de théâtre comme le Club Boukan, Zantray dont il est le leader depuis 2008, à l’Alliance Française des Cayes-du-fond. Gradué de la première promotion de l’école « Ciné Institute », le samedi 5 janvier 2013, le Centre Culturel Zantray  a organisé une série de manifestations culturelles afin de collecter des fonds en faveur de la réalisation d'un film de fiction « Thézin » par Foukifoura.
Il quitte la scène en 2015 pour monter "FoukiMage Production", une maison de production qui repère des jeunes, leur offre une chance dans le monde de la musique et promeut les spectacles en tous genres.
En 2019, il exprime son inquiétude par rapport à l’accès difficile à l’eau potable dans la commune de Grand-Gosier, où l'unique source de la commune était desséchée depuis plusieurs années tout en présentant un tableau sombre des péripéties que connaît la population pour se procurer de l’eau, et réclame l'intervention des autorités de l’Etat, notamment la Dinepa.
Pour son retour sur scène, le vendredi 27 novembre 2020 à l’Alliance Française de Jacmel, il présente un spectacle en lecture scénique de Kimika et son huitième sacrement, un roman de Pierre-Paul Ancion, publié en 2015 aux Editions Pulùcia. Ce spectacle était aussi  un hommage posthume à l’endroit du poète, écrivain, Maurice Cadet qui lui intimait toujours l’ordre de ne pas abandonner.  Le vendredi 22 janvier 2021. Il présente une interprétation de Tezen ou la légende du poisson amoureux de l’écrivaine québécoise d’origine haïtienne Marie-Célie Agnant, en présence des personnalités de la ville et des artistes. Parmi eux, le directeur départemental de la culture, Pascarin Raymond, l’ancien maire adjoint de Jacmel, le professeur Ronald Andris, le journaliste et homme de théâtre Alain Pierre, et le comédien-conteur Billy Elucien. Il a présenté cette pièce en vue de permettre aux jeunes et seniors de revivre leur enfance et de renouer avec leurs joies passées au travers de ce conte populaire qu’il considère comme un patrimoine immatériel du peuple haïtien. C'est toute une série de spectacles du comédien Ilrique Périn, baptisée Retrouvailles et retrospectacles sur la scène de l'Alliance Française de Jacmel.  
Pour une troisième sortie depuis son retour sur scène, le vendredi 19 février 2021, en compagnie de la chanteuse et poétesse Dieunita Jacques, le comédien Foukifoura s’est offert en spectacle dans une présentation de Assaut à la nuit du feu poète jacmelien, Roussan Camille. Après chaque séquence de lecture, la voix de la chanteuse se mêle. Une lecture du poème Nedje se fait aussi durant ce spectacle.

## Spectacles
- Lecture scénique de Kimika et son huitième sacrement, Alliance Française de Jacmel, 27 novembre 2020.
- Exécution de « La magie de Noël », Village de Noel, 25 décembre 2020[7].
- Interprétation de Tezen ou la légende du poisson amoureux,  Alliance Française de Jacmel, 22 janvier 2021.
- Présentation de Assaut à la nuit, Alliance Française de Jacmel, 19 février 2021.
- Interprétation de la pièce théâtrale "Foukifoura" de Frankétienne
- Interprétation "Moun Fou", pièce théâtre de Feliks Moriso Lewa
- Lecture scénique d'Asseaut à la nuit de Roussan Camille